# Noemi (Sängerin)

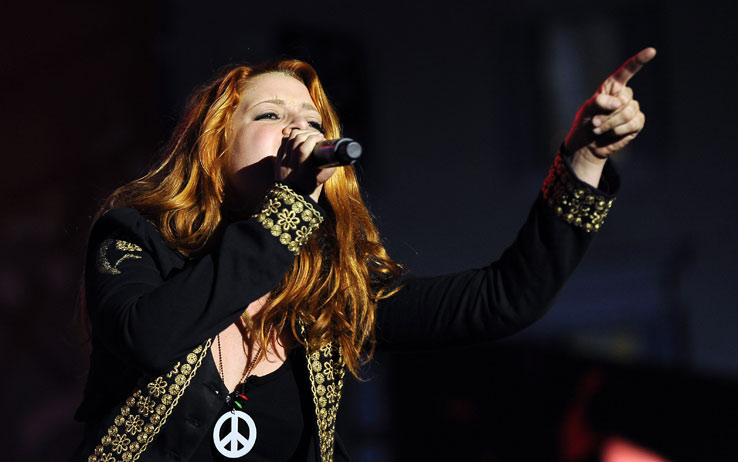
Noemi bei einem Auftritt 2009

Noemi (* 25. Januar 1982 in Rom als Veronica Scopelliti) ist eine italienische Popsängerin, die vor allem durch ihre Teilnahmen an X Factor (2009) und dem Sanremo-Festival (2010, 2012, 2014, 2016, 2018 und 2021) bekannt wurde.

## Werdegang
Bereits in ihrer Kindheit erlernte Noemi Klavier und Gitarre. Im Jahr 2001 maturierte sie am klassischen Lyzeum und studierte im Anschluss an der Universität Rom III Discipline delle Arti, della Musica e dello Spettacolo. 2004 machte sie ihren Abschluss. Währenddessen begann sie, mit dem Komponisten und Arrangeur Diego Calvetti zusammenzuarbeiten.
Noemi nahm 2007 am Wettbewerb Sanremolab teil und schaffte es unter die zwölf Finalisten, jedoch nicht unter die Top drei, die für das Sanremo-Festival 2008 zugelassen wurden. Zwei Jahre später versuchte es die Sängerin erneut, diesmal bei der Castingshow X Factor, wo sie den fünften Platz erzielen konnte und erstmals größere Aufmerksamkeit erhielt. Ihre folgende Single Briciole verfehlte nur knapp die Chartspitze. Immer noch 2009 trat sie als Opening Act bei einem Simply-Red-Konzert auf und veröffentlichte schließlich das erste Album Sulla mia pelle, das die Top drei der Albumcharts erreichte. Das darin enthaltene Lied L’amore si odia, ein Duett mit Fiorella Mannoia, wurde Noemis erster Nummer-eins-Hit.
Ein weiterer Nummer-eins-Hit gelang ihr im folgenden Jahr mit Per tutta la vita, nach der Teilnahme am Sanremo-Festival 2010, der in eine Sonderedition ihres ersten Albums aufgenommen wurde. 2011 erschien Noemis zweites Album RossoNoemi, dem die Single Vuoto a perdere vorausging; das Lied war auch Teil des Soundtracks des Films Femmine contro maschi von Fausto Brizzi. Schon 2012 kehrte die Sängerin mit Sono solo parole zum Sanremo-Festival zurück und erreichte den dritten Platz; anschließend erschien wieder eine Sonderedition ihres zweiten Albums. 2013 fungierte sie in der ersten Staffel der Castingshow The Voice of Italy als Jurorin, eine Position, die sie auch in den folgenden Staffeln wieder übernahm.
Nach dem Umzug nach London nahm Noemi 2014 zum dritten Mal am Sanremo-Festival teil. Ihre Beiträge wurden wie das in der Folge veröffentlichte Album in London produziert, daher auch der Titel Made in London. Mit diesem Album gelang der Sängerin die bislang beste Platzierung in den Charts (Platz zwei). Bis 2015 blieb sie The-Voice-Coach, 2016 kehrte sie mit La borsa di una donna nach Sanremo zurück und schaffte es auf Platz acht. Im Anschluss erschien das Album Cuore d’artista.
Beim Sanremo-Festival 2018 erreichte Noemi mit Non smettere mai di cercarmi den 14. Platz. Als fünftes Album veröffentlichte sie dann La luna.

## Diskografie

### Alben und EPs
| Jahr | Titel Musiklabel                                                 | Höchstplatzierung, Gesamtwochen, AuszeichnungChartsChartplatzierungen (Jahr, Titel, Musiklabel, Platzierungen, Wochen, Auszeichnungen, Anmerkungen) | Anmerkungen                                                                                      | [↑]: gemeinsam behandelt mit vorhergehendem Eintrag; [←]: in beiden Charts platziert |
| Jahr | Titel Musiklabel                                                 | IT | Anmerkungen                                                                                      |                                                                                      |
| ---- | ---------------------------------------------------------------- | --- | ------------------------------------------------------------------------------------------------ | ------------------------------------------------------------------------------------ |
| 2009 | Noemi Sony Music Italy (Sony)                                    | IT8 (16 Wo.)IT | Erstveröffentlichung: 24. April 2009 EP                                                          |                                                                                      |
| 2009 | Sulla mia pelle Sony Music Italy (Sony)                          | IT3 ×2Doppelplatin · (51 Wo.)IT | Erstveröffentlichung: 2. Oktober 2009 Verkäufe: + 120.000                                        |                                                                                      |
| 2010 | Sulla mia pelle (Special Edition) Sony Music Italy (Sony)[IT: ↑] | IT3 ×2Doppelplatin · (51 Wo.)IT | erweiterte Version nach der Teilnahme am Sanremo-Festival                                        |                                                                                      |
| 2011 | RossoNoemi Sony Music Italy (Sony)                               | IT6 Platin · (61 Wo.)IT | Erstveröffentlichung: 22. März 2011 Verkäufe: + 60.000                                           |                                                                                      |
| 2012 | RossoNoemi (Sanremo Edition) Sony Music Italy (Sony)[IT: ↑]      | IT6 Platin · (61 Wo.)IT | Erstveröffentlichung: 15. Februar 2012 erweiterte Version nach der Teilnahme am Sanremo-Festival |                                                                                      |
| 2012 | Rosso Live Sony Music Italy (Sony)                               | IT13 (15 Wo.)IT | Erstveröffentlichung: 18. September 2012 Livealbum                                               |                                                                                      |
| 2014 | Made in London Sony Music Italy (Sony)                           | IT2 (19 Wo.)IT | Erstveröffentlichung: 20. Februar 2014                                                           |                                                                                      |
| 2016 | Cuore d’artista Red Sap (Sony)                                   | IT13 (12 Wo.)IT | Erstveröffentlichung: 12. Februar 2016                                                           |                                                                                      |
| 2018 | La luna Red Sap (Sony)                                           | IT13 (7 Wo.)IT | Erstveröffentlichung: 9. Februar 2018                                                            |                                                                                      |
| 2021 | Metamorfosi Red Sap (Sony)                                       | IT17 Gold · (16 Wo.)IT | Erstveröffentlichung: 5. März 2021 Verkäufe: + 25.000                                            |                                                                                      |
| 2025 | Nostalgia Columbia Records (Sony)                                | IT7 (9 Wo.)IT | Erstveröffentlichung: 28. Februar 2025                                                           |                                                                                      |

### Singles
| Jahr | Titel Album                                                 | Höchstplatzierung, Gesamtwochen, AuszeichnungChartsChartplatzierungen (Jahr, Titel, Album, Platzierungen, Wochen, Auszeichnungen, Anmerkungen) | Anmerkungen |
| Jahr | Titel Album                                                 | IT | Anmerkungen |
| --- | ----------------------------------------------------------- | --- | --- |
| 2009 | Canzone per te –                                            | IT36 (1 Wo.)IT | Coverversion, Original von Sergio Endrigo                                                                               |
| 2009 | Briciole Noemi                                              | IT2 (16 Wo.)IT | Erstveröffentlichung: 9. April 2009                                                                                     |
| 2009 | La costruzione di un amore X Factor Finale Compilation 2009 | IT15 (3 Wo.)IT | Coverversion, Original von Mia Martini                                                                                  |
| 2009 | L’amore si odia Sulla mia pelle                             | IT1 ×2Doppelplatin · (30 Wo.)IT | Erstveröffentlichung: 3. September 2009 Verkäufe: + 60.000; feat. Fiorella Mannoia                                      |
| 2010 | Per tutta la vita Sulla mia pelle (Special Edition)         | IT1 Platin · (21 Wo.)IT | Erstveröffentlichung: 17. Februar 2010 Verkäufe: + 30.000; Beitrag zum Sanremo-Festival 2010                            |
| 2011 | Vuoto a perdere RossoNoemi                                  | IT6 Platin · (44 Wo.)IT | Erstveröffentlichung: 28. Januar 2011 Verkäufe: + 30.000; aus dem Soundtrack zu Femmine contro maschi von Fausto Brizzi |
| 2012 | Sono solo parole RossoNoemi (Sanremo Edition)               | IT3 ×2Doppelplatin · (18 Wo.)IT | Erstveröffentlichung: 15. Februar 2012 Verkäufe: + 60.000; Beitrag zum Sanremo-Festival 2012                            |
| 2012 | Cambiare Il senso… di Alex                                  | IT100 (1 Wo.)IT | Coverversion; Tribut an Alex Baroni                                                                                     |
| 2012 | Se non è amore RossoLive                                    | IT46 (10 Wo.)IT | Erstveröffentlichung: 24. August 2012                                                                                   |
| 2014 | Bagnati dal sole Made in London                             | IT8 Gold · (11 Wo.)IT | Erstveröffentlichung: 20. Februar 2014 Verkäufe: + 15.000; Beitrag zum Sanremo-Festival 2014                            |
| 2016 | La borsa di una donna Cuore d’artista                       | IT29 (5 Wo.)IT | Erstveröffentlichung: 10. Februar 2016 Beitrag zum Sanremo-Festival 2016                                                |
| 2018 | Non smettere mai di cercarmi La luna                        | IT19 (4 Wo.)IT | Erstveröffentlichung: 7. Februar 2018 Beitrag zum Sanremo-Festival 2018                                                 |
| 2021 | Glicine Metamorfosi                                         | IT12 Platin · (14 Wo.)IT | Erstveröffentlichung: 3. März 2021 Verkäufe: + 70.000; Beitrag zum Sanremo-Festival 2021                                |
| 2021 | Makumba Metamorfosi                                         | IT4 ×3Dreifachplatin · (32 Wo.)IT | Erstveröffentlichung: 4. Juni 2021 Verkäufe: + 210.000; mit Carl Brave                                                  |
| 2022 | Ti amo non lo so dire –                                     | IT11 Platin · (10 Wo.)IT | Erstveröffentlichung: 2. Februar 2022 Verkäufe: + 100.000; Beitrag zum Sanremo-Festival 2022                            |
| 2022 | Hula-Hoop –                                                 | IT35 Platin · (19 Wo.)IT | Erstveröffentlichung: 24. Juni 2022 Verkäufe: + 100.000; mit Carl Brave                                                 |
| 2025 | Se t’innamori muori Nostalgia                               | IT19 Gold · (15 Wo.)IT | Erstveröffentlichung: 12. Februar 2025 Verkäufe: + 100.000; Beitrag zum Sanremo-Festival 2025                           |
| 2025 | Non sono io Nostalgia                                       | IT99 (1 Wo.)IT | Erstveröffentlichung: 2. Mai 2025                                                                                       |
| Folgende Lieder erschienen nicht als Single, wurden aber durch das Album zum Download und Streaming bereitgestellt und konnten somit eine Platzierung erlangen: |                                                             | | |
| |                                                             | | |
| 2014 | Acciaio Made in London                                      | IT63 (1 Wo.)IT | |

Weitere Singles
- 2010: Vertigini
- 2011: Odio tutti i cantanti
- 2011: Poi inventi il modo
- 2012: In un giorno qualunque
- 2014: Don’t Get Me Wrong
- 2014: Se tu fossi qui
- 2016: Fammi respirare dai tuoi occhi
- 2016: Idealista!
- 2016: Amen
- 2017: Autunno
- 2017: I miei rimedi

### Gastbeiträge
| Jahr | Titel Album                      | Höchstplatzierung, Gesamtwochen, AuszeichnungChartsChartplatzierungen (Jahr, Titel, Album, Platzierungen, Wochen, Auszeichnungen, Anmerkungen) | Anmerkungen                                                                |
| Jahr | Titel Album                      | IT | Anmerkungen                                                                |
| --- | -------------------------------- | --- | -------------------------------------------------------------------------- |
| 2012 | La promessa Diamanti e caramelle | IT28 (12 Wo.)IT | Stadio feat. Noemi                                                         |
| 2015 | L’amore eternit Pop-Hoolista     | IT6 ×3Dreifachplatin · (51 Wo.)IT | Erstveröffentlichung: 27. März 2015 Verkäufe: + 150.000; Fedez feat. Noemi |
| Folgende Lieder erschienen nicht als Single, wurden aber durch das Album zum Download und Streaming bereitgestellt und konnten somit eine Platzierung erlangen: |                                  | |                                                                            |
| |                                  | |                                                                            |
| 2023 | Parole 10                        | IT11 Gold · (4 Wo.)IT | Verkäufe: + 50.000; Drillionaire feat. Noemi, Lazza & Tedua                |
| 2025 | Oh Ma Ragazzo di Giù             | IT28 (… Wo.)IT | Erstveröffentlichung: 20. Juni 2025 Rocco Hunt feat. Noemi                 |

## Belege
1. 1 2 3 4  Maurizio Amore: Noemi. In: LaStampa.it. 29. Januar 2014, archiviert vom Original (nicht mehr online verfügbar) am 17. November 2015; abgerufen am 16. November 2015 (italienisch).  Info: Der Archivlink wurde automatisch eingesetzt und noch nicht geprüft. Bitte prüfe Original- und Archivlink gemäß Anleitung und entferne dann diesen Hinweis.
2. ↑  Noemi: The Voice of Italy. RAI, archiviert vom Original (nicht mehr online verfügbar) am 17. November 2015; abgerufen am 16. November 2015 (italienisch).  Info: Der Archivlink wurde automatisch eingesetzt und noch nicht geprüft. Bitte prüfe Original- und Archivlink gemäß Anleitung und entferne dann diesen Hinweis.
3. ↑  Giuseppe Videtti: Noemi: “Io in fuga dall’Italia per cambiare musica”. In: Repubblica.it. Gruppo Editoriale L’Espresso, 20. April 2013, abgerufen am 5. Dezember 2023 (italienisch).
4. ↑  Chartquellen (Alben):
  - Alben von Noemi. In: Italiancharts.com. Hung Medien, abgerufen am 12. Dezember 2018.
  - Guido Racca & Chartitalia: Top 100 FIMI Album. Lulu, 2013, S. 146.
5. 1 2 3 4 5 6 7 8 9 10 11 12 13 14 15  Auszeichnungsarchiv. FIMI, abgerufen am 19. Mai 2025 (italienisch).
6. 1 2  Chartquellen (Singles):
  - Singles von Noemi. In: Italiancharts.com. Hung Medien, archiviert vom Original (nicht mehr online verfügbar) am 18. März 2018; abgerufen am 18. März 2018.  Info: Der Archivlink wurde automatisch eingesetzt und noch nicht geprüft. Bitte prüfe Original- und Archivlink gemäß Anleitung und entferne dann diesen Hinweis.
  - Archivio classifiche Top Digital. FIMI, abgerufen am 5. Dezember 2023 (italienisch).
  - Guido Racca & Chartitalia: Top 100 FIMI Singoli. Lulu, 2013, S. 128; 148.

| Personendaten    | Personendaten                          |
| ---------------- | -------------------------------------- |
| NAME             | Noemi                                  |
| ALTERNATIVNAMEN  | Scopelliti, Veronica (wirklicher Name) |
| KURZBESCHREIBUNG | italienische Sängerin                  |
| GEBURTSDATUM     | 25. Januar 1982                        |
| GEBURTSORT       | Rom                                    |